# Nadleśnictwo Mirachowo
Nadleśnictwo Mirachowo – dawna jednostka organizacyjna Lasów Państwowych, znajdująca się na terenie powiatu kartuskiego.

## Historia
Nadleśnictwo Mirachowo zostało utworzone w 1826, na terenie lasów należących do zakonu kartuzów. W 1973 zostało przyłączone do Nadleśnictwa Kartuzy jako obręb leśny.